# Frederick Seares
Frederick Hanley Seares (ur. 17 maja 1873 w Cassopolis (Michigan), zm. 20 lipca 1964) – amerykański astronom.

## Życiorys
Urodził się w stanie Michigan, ale potem jego rodzina przeniosła się do Iowa, a następnie do południowej Kalifornii. Studiował na University of California, gdzie uzyskał stopień Bachelor of Science. Kontynuował studia w Paryżu i Berlinie. Przez osiem lat wykładał na University of Missouri (wśród jego studentów był Harlow Shapley). Prowadził tam również obserwacje komet i gwiazd zmiennych. W 1909 roku zatrudnił się w Mount Wilson Observatory, gdzie pracował przez kolejnych 36 lat.
Stosował techniki astrofotograficzne do pomiarów i standaryzacji wielkości gwiazdowych. Z wykorzystaniem różnych apertur mógł porównywać gwiazdy o różnej jasności. Porównywał też jasność Drogi Mlecznej z galaktykami zewnętrznymi.
W 1940 roku został uhonorowany Bruce Medal. Krater Seares na Księżycu został nazwany jego imieniem.